# Calligonum
Calligonum je biljni rod, poglavito  grmova iz porodice dvornikovki (Polygonaceae). Postoji tridesetak vrsta raširenih po sjevernoj Africi i Aziji. Ima vrlo kompliciranu i spornu taksonomiju u srednjoj Aziji.

## Vrste
1. Calligonum acanthopterum I.G.Borshch.
2. Calligonum alatosetosum Maassoumi & Kazempour
3. Calligonum aphyllum (Pall.) Gürke
4. Calligonum arborescens Litv.
5. Calligonum azel Maire
6. Calligonum babakianum Godw.
7. Calligonum bakuense Litv.
8. Calligonum calvescens Maire
9. Calligonum caput-medusae Schrenk
10. Calligonum comosum L´Hér.
11. Calligonum crinitum Boiss.
12. Calligonum crispum Bunge
13. Calligonum cristatum Bunge
14. Calligonum ebinuricum N.A.Ivanova ex Soskov
15. Calligonum eriopodum Bunge
16. Calligonum inerme Kamelin, Gorelova & A.V.Pavlenko
17. Calligonum jimunaicum Z.M.Mao
18. Calligonum junceum (Fisch. & C.A.Mey.) Litv.
19. Calligonum klementzii Losinsk.
20. Calligonum laristanicum Rech.f. & Schiman-Czeika
21. Calligonum leucocladum (Schrenk) Bunge
22. Calligonum litwinowii Drobow
23. Calligonum matteianum Drobow
24. Calligonum microcarpum I.G.Borshch.
25. Calligonum mongolicum Turcz.
26. Calligonum murex Bunge
27. Calligonum polygonoides L.
28. Calligonum rubicundum Bunge
29. Calligonum santoanum Korovin
30. Calligonum schizopterum Rech.f. & Schiman-Czeika
31. Calligonum setosum (Litv.) Litv.
32. Calligonum spinosetosum Maassoumi & Batooli
33. Calligonum taklimakanense B.R.Pan & K.M.Shen
34. Calligonum tetrapterum Jaub. & Spach
35. Calligonum trifarium Z.M.Mao
36. Calligonum triste Litv.
37. Calligonum turbineum Pavlov
38. Calligonum zakirovii (Khalk.) Czerep.
39. Calligonum ×barsukiense Soskov
40. Calligonum ×calcareum Pavlov
41. Calligonum ×densum I.G.Borshch.
42. Calligonum ×dissectum Popov
43. Calligonum ×dubjanskyi Litv.
44. Calligonum ×macrocarpum I.G.Borshch.
45. Calligonum ×paletzkianum Litv.
46. Calligonum ×spinulosum Drobow
47. Calligonum ×squarrosum Pavlov